# Storia futura

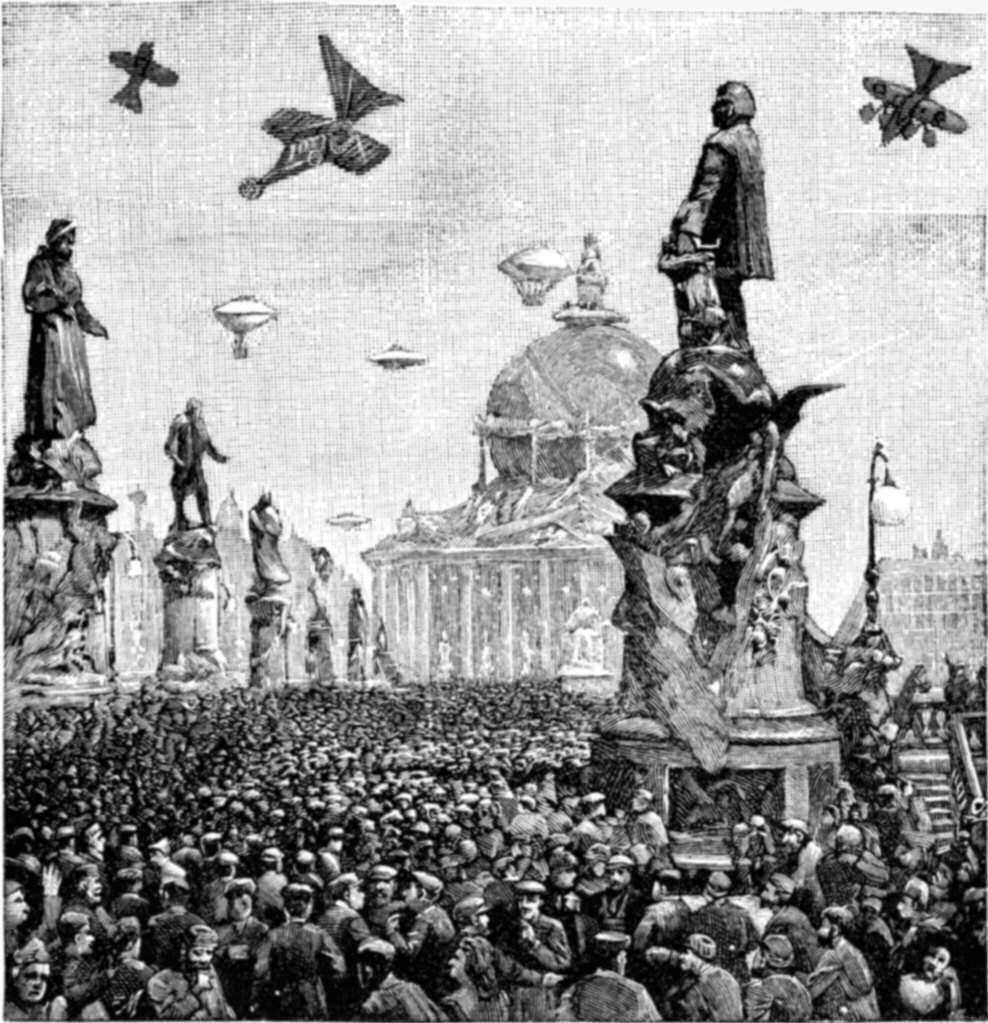
Una Parigi immaginata nel futuro del 1911, nel romanzo La fine del mondo (La Fin du monde, 1894) di Camille Flammarion.

L'espressione storia futura indica una storia del futuro postulata, accennata o raccontata in un'opera di fantascienza in modo da costituire uno sfondo per quell'opera o per un gruppo di opere che la condividono. Talvolta l'autore pubblica una cronologia degli eventi della storia futura (indipendentemente o in appendice alla sua opera), mentre in altri casi il lettore deve ricostruire la successione degli avvenimenti a partire da informazioni fornite dal racconto o romanzo che sta leggendo.

## Sviluppo del concetto di storia futura
Il termine sembra essere stato coniato da John W. Campbell, Jr., il direttore di Astounding Science Fiction, nel numero di febbraio del 1941 della rivista, in riferimento alla Storia futura (Future History) di Robert A. Heinlein. Di solito si indica Neil R. Jones come il primo autore ad avere creato una storia futura.
Una serie di racconti o romanzi che condividono uno sfondo, ma non sono veramente interessati alla sequenza degli eventi storici nel loro universo, non si considerano di solito come esempi di storie future. Per esempio, né il Ciclo dei Vor (Vorkosigan saga) di Lois McMaster Bujold né i racconti di George R. R. Martin degli anni settanta che condividono una ambientazione sono generalmente considerate storie future. Raramente si considerano storie future singole opere di fantascienza che traccino un arco storico. Ad esempio, Un cantico per Leibowitz di Walter M. Miller Jr. solitamente non è considerato una storia futura.
Prima dell'invenzione di Heinlein e Campbell erano state pubblicate alcune opere che costituivano una "storia futura" in un senso più letterale del termine, cioè, racconti o interi libri che fingevano di essere estratti di un testo di storia del futuro e che erano scritti con stile storiografico, cioè non avendo dei protagonisti ma descrivendo lo sviluppo di società e nazioni sull'arco di decenni o di secoli. Tra queste opere troviamo La conquista della Cina (The Unparalleled Invasion, 1914) di Jack London, che descrive una devastante guerra tra un'alleanza di nazioni occidentali e la Cina nel 1975, conclusa con un completo genocidio dei cinesi. Essa è descritta in una breve nota a piè di pagina in "Excerpt from Walt Mervin's 'Certain Essays in History'"; Le Chapitre suivant (1927) di André Maurois, dove una banda di cospiratori benintenzionati intende evitare una devastante guerra mondiale unendo l'umanità nell'odio di un inesistente nemico lunare, solo per scoprire che la luna è veramente abitata e che essi hanno involontariamente scatenato la prima guerra interplanetaria. Anche questa è esplicitamente descritta come citazione da un testo di storia del futuro.
L'opera più ambiziosa appartenente a questo sottogenere è The Shape of Things to Come (1933) di H.G. Wells, scritta in forma di un libro di storia pubblicato nell'anno 2106 e - al modo di un vero libro di storia - contenente numerose note a piè di pagine che fanno riferimento alle opere di importanti storici (per lo più immaginari) del ventesimo e ventunesimo secolo.

## Storie future notevoli
Tra le altre storie future degne di nota vi sono:
- L'originale A Short History of the Future di W. Warren Wagar (con revisioni nel 1992 e 1999)
- Le sue storie future di Poul Anderson: La lega psicotecnica e il successivo Technic History (racconti e romanzi con Nicholas van Rijn, Dominic Flandry)
- Il ciclo di Dune di Frank Herbert
- Il Ciclo dello Spazio conosciuto di Larry Niven
- La serie del CoDominium di Jerry Pournelle
- Los Angeles: A History of the Future di Paul Glover (1982)[2]
- I romanzi della serie dei Lensman di E. E. Smith, anche se non intesi come predizioni storiche, sono stati denominati collettivamente "Storia della civiltà" (The History of Civilization).
- Infinito (Last and First Men) di Olaf Stapledon e i suoi seguiti
- Il Noon Universe ("Мир Полудня") dei fratelli Strugatsky
- La Instrumentality of Mankind di Cordwainer Smith
- La serie del Professor Jameson di Neil R. Jones (1931 - 1989)
- La storia futura Terro-Umana di H. Beam Piper
- L'Universo della Lega e della Confederazione di C. J. Cherryh
- La serie de La torre aliena (Four Hundred Billion Stars, 1988) di Paul J. McAuley
- I cicli dei robot, della Fondazione e dell'Impero di Isaac Asimov
- La serie delle Macchine mortali (Mortal Engines) di Philip Reeve
- A partire da Beloved Son, molti dei romanzi di fantascienza di George Turner
- La serie dei Patternisti di Octavia E. Butler
- Il libro del nuovo sole di Gene Wolfe
- Le città volanti di James Blish
- I racconti di Anni senza fine di Clifford D. Simak
- I romanzi del Humanx Commonwealth di Alan Dean Foster
- Il mondo di Judge Dredd, come è stato creato sulle pagine della rivista di fumetti britannica 2000 AD
- Il Ciclo dell'Ecumene di Ursula K. Le Guin
- La Xeelee Sequence di Stephen Baxter
- La raccolta di racconti The Past Through Tomorrow nella quale si trovano tutti gli scritti compresi nella Storia futura (Future History) di Robert A. Heinlein
- La serie Honorverse di David Weber
- L'ospite di Stephenie Meyer
- La serie Brutti di Scott Westerfeld
- La trilogia The Giver di Lois Lowry
- La serie The Hunger Games di Suzanne Collins
- I racconti The Outward Urge di John Wyndham